# 弗拉基米尔·阿丰斯基
弗拉基米尔·伊戈列维奇·阿丰斯基（羅馬化：Vladimir Igor'yevich Afonskiy；1966年10月10日—）是俄罗斯政治人物，第六届和第七届国家杜马议员。在担任国家杜马议员之前他也曾是一名足球教练，是图拉兵工厂足球俱乐部的教练。